# Olympische Winterspiele 2018/Teilnehmer (Chile)
| Gelbes Symbol für Goldmedaillen mit stilisierten Olympischen Ringen | Graues Symbol für Silbermedaillen mit stilisierten Olympischen Ringen | Braundes Symbol für Bronzemedaillen mit stilisierten Olympischen Ringen |
| ------------------------------------------------------------------- | --------------------------------------------------------------------- | ----------------------------------------------------------------------- |
| —                                                                   | —                                                                     | —                                                                       |

Chile nahm an den Olympischen Winterspielen 2018 in Pyeongchang mit sieben Sportlern in drei Sportarten teil, davon drei Männer und vier Frauen. Fahnenträger bei der Eröffnungsfeier war Henrik von Appen.

## Teilnehmer nach Sportarten

### Freestyle-Skiing
| Athleten        | Wettbewerbe | Qualifikation | Qualifikation | Finale        | Finale        | Rang |
| Athleten        | Wettbewerbe | Punkte        | Rang          | Punkte        | Rang          | Rang |
| --------------- | ----------- | ------------- | ------------- | ------------- | ------------- | ---- |
| Frauen          |             |               |               |               |               |      |
| Dominique Ohaco | Slopestyle  | 38,60         | 20            | ausgeschieden | ausgeschieden | 20   |

| Athleten          | Wettbewerbe | Achtelfinale | Viertelfinale | Halbfinale    | Finale        | Rang |
| Athleten          | Wettbewerbe | Rang         | Rang          | Rang          | Rang          | Rang |
| ----------------- | ----------- | ------------ | ------------- | ------------- | ------------- | ---- |
| Frauen            |             |              |               |               |               |      |
| Stephanie Joffroy | Skicross    | 3            | ausgeschieden | ausgeschieden | ausgeschieden | 19   |

### Ski Alpin
| Athleten         | Wettbewerbe  | 1. Lauf     | 2. Lauf | Gesamt        | Gesamt        |
| Athleten         | Wettbewerbe  | Zeit        | Zeit    | Zeit          | Rang          |
| ---------------- | ------------ | ----------- | ------- | ------------- | ------------- |
| Frauen           |              |             |         |               |               |
| Noelle Barahona  | Abfahrt      | –           | –       | 1:44,24 min   | 25            |
| Noelle Barahona  | Super-G      | –           | –       | 1:27,16 min   | 39            |
| Noelle Barahona  | Riesenslalom | DNF         | DNF     | ausgeschieden | ausgeschieden |
| Noelle Barahona  | Kombination  | DNF         | DNF     | ausgeschieden | ausgeschieden |
| Männer           |              |             |         |               |               |
| Kai Horwitz      | Riesenslalom | 1:14,88 min | DNF     | ausgeschieden | ausgeschieden |
| Kai Horwitz      | Slalom       | DNF         | DNF     | ausgeschieden | ausgeschieden |
| Henrik von Appen | Abfahrt      | –           | –       | 1:44,02 min   | 34            |
| Henrik von Appen | Super-G      | –           | –       | 1:27,57 min   | 30            |
| Henrik von Appen | Kombination  | 1:21,16 min | DNS     | ausgeschieden | ausgeschieden |

### Skilanglauf
| Athleten                        | Wettbewerbe    | Zeit        | Rang |
| ------------------------------- | -------------- | ----------- | ---- |
| Frauen                          |                |             |      |
| Claudia Salcedo Quezada         | 10 km Freistil | 37:19,2 min | 90   |
| Männer                          |                |             |      |
| Yonathan Jesús Fernández García | 15 km Freistil | 42:49,9 min | 102  |